# بوبي هاسي
بوبي هاسي (بالإنجليزية: Bobby Hussey)‏ هو مدرب كرة سلة أمريكي، ولد في 2 أبريل 1940 في سيغروف في الولايات المتحدة، وتوفي في 26 يونيو 2007 في تشارلوت في الولايات المتحدة.

## روابط خارجية
- بوبي هاسي على موقع كلية كرة السلة في سبورتس رفرنس.كوم (الإنجليزية)